# ドイツ労働戦線
ドイツ労働戦線（ドイツろうどうせんせん、ドイツ語: Deutsche Arbeitsfront、略称 DAF）は、ナチス・ドイツ時代の労働者組織。ナチ党の権力掌握後、さまざまな労働組合の後継として設置された。指導者はロベルト・ライ。巨大な規模を持ったが、その性格は曖昧であり、「最初から法的に不明確で、政治的にやっかいで、イデオロギー的に両義的」と評された。

## 歴史

### 結成
ナチ党の権力掌握後の1933年5月2日、当時ドイツにあった労働組合は次々に国家社会主義ドイツ労働者党（ナチ党）や官憲の手によって解散に追い込まれた。ナチ党は既存の労働組合を破壊した後、メンバーである労働者が反体制運動に走らないよう、早急に労働者の組織を作る必要があった。1933年5月10日、党の組織全国指導者ロベルト・ライを指導者とするナチ党の組織「ドイツ労働戦線」（略称DAF）が成立した。DAFは旧労働組合の人員だけでなく、その資産も引き継いだ。しかしDAFは旧労働組合の権利継承者ではないとされ、旧労組の債務については引き継がなかった。このため、DAFが所有する労働組合資産は「特別法ができて、正式に労組資産がDAFに移転されるまでの間」、DAFが信託管理しているという建前をとった。
党指導部は被雇用労働者のほか、手工業者・自由業者・経営者をも含む団体を作る構想であったが、国家社会主義経営細胞組織（NSBO）をはじめとするナチス左派の人々は、ナチス式の労働組合を求めていた。DAFの幹部にはこうした左派の幹部が多く参加しており、結成当初のDAFは、きわめて労働組合に近い存在であった。

### 理念と権限
DAFに公式に与えられた権限は「ドイツに真の民族および作業共同体を作り上げるための『教育』」のみであったが、実際には国民生活のいたる所に介入し、ナチズムの『教育』を行った。指導者ライは、「真に社会的で生産的なコミュニティを構築するために」とDAFの狙いを述べていた。理論上、労働戦線は労働者と雇用者のお互いの利益を相互に代表する媒体の働きをするために存在していたが、経営者の団体自体はDAFに加入していなかった。ライは「額と拳のあらゆる創造するドイツ人の組織」という理念を示そうとしたが、DAFに加入する職種は工業経営者・工業労働者・職員・手工業者であると考えていたヒトラーの反対によって明文化されなかった。一方でDAFのこの理念は、従来のドイツ社会に存在していた階級意識を取り払い、ひとつの「ドイツ民族」であるという理念を与えた。

### 当初の法的地位
この時期のDAFには根本法もなく、その法的立場はきわめてあいまいであった。ナチス時代の労使基本法である「国民労働秩序法」（1934年1月20日）でもDAFについてはほとんど言及されておらず、明示された権限もきわめてわずかであった。この状況を打開するため、ライは総統アドルフ・ヒトラーに働きかけ、10月24日に「DAFの本質と目的についての総統命令」を発出させた。しかしライが関係各所に諮らなかったため、この命令には関係省庁大臣の副署もなく、正規の官報には掲載されなかった。しかもこの命令でDAFは労使関係において独占的な調停者の地位を与えられたが、これは国民労働秩序法の規定（調停は労働管理官が行う）と明確に矛盾していた。しかしヒトラーは命令の撤回を拒絶し、DAFは総統命令、官庁や産業界は国民労働秩序法を盾に、調停の権限を争うこととなった。この状況は1935年3月のライプツィヒ協定成立まで続いた。
また、総統命令ではDAFは独自の法人格を持たない党の「分肢」とされていたが、1935年3月29日の「党と国家の統一を保障するための法律」施行細則で、DAFはナチ党の外部にあり、独自の資産と法人格をもつ付属団体（angeschlossener Verband）として再定義された。しかしこの法律でナチ党は「公法団体」と定義されたが、DAFの存在が公法団体かどうかは不明確であった。公法団体と明確化されればDAFは監督官庁の指揮下に入らざるを得ず、DAFの独立性を求めるDAF指導部と、党指導部には受け入れられなかった。このためDAFは公法団体ではないという路線を貫き、1936年12月16日に全国労働裁判所は「DAFは公法団体ではないが、そのことは公的任務を果たすというDAFの目的に影響することはない」という判決を下している。

### 改組と拡大
1934年から1936年にかけて、副総統ルドルフ・ヘス、内務大臣ヴィルヘルム・フリック、経済大臣ヒャルマル・シャハト、労働大臣フランツ・ゼルテらは、DAFの法的地位を明確化する法律を制定するため、ライを交えて協議した。各大臣はDAFを省庁の下に置こうとし、ヘスは党の立場を強く主張した。しかしやがて問題はドイツにおけるナチ党の法的扱いという大問題に行き当たり、結局DAFの法律は成立しなかった。
1938年初頭、ライは四カ年計画全権ヘルマン・ゲーリングのもとにDAF、経済会議所、労働会議所、職業教育の4つの法案を持ち込んだ。これらの法案はいずれもDAFの権力を著しく拡大させるものであり、大半の閣僚、副総統のヘスと幕僚長マルティン・ボルマン、親衛隊のハインリヒ・ヒムラーらの猛烈な反対を受け、一気に叩き潰された。この頃には官庁の力は党に比べてかなり弱まっていたが、党内でのライやDAFの地位は決して高いものではなかった。しかし法的地位とは無関係に、DAFはひたすら拡大を続けた。

### 第二次世界大戦
第二次世界大戦中、DAFはさらに拡張を続け、「DAF国家」とも評される有様であった。

## 組織
DAFの組織はきわめて巨大であり、中央事務局だけで7000人のスタッフがおり、150万人の委員を抱え、うち3～4万人が専従役員であった。
DAFの一員になることは理論上はあくまでも任意であったが、ドイツの商業、工業などの全ての分野において、DAFの一員でなければ仕事を得ることは難しかった。会員は1935年には1500万人、1938年には2000万人を超え、戦時には労働者人口の90％が加入していたといわれる。会員は大きく分けて20のグループに所属する各カテゴリーに振り分けられ、15ペニヒから3ライヒスマルクの範囲で会費を払わなければならなかった。収入は会費と付属の経済組織から得られ、1935年には2億8000万ライヒスマルク、1938年には4億5000万ライヒスマルクに達したが、これはナチ党財政の数倍にのぼるものであった。
労働戦線には2つの大きな組織が存在した。
- 国家社会主義経営細胞組織（ドイツ語版）（Nationalsozialistische Betriebszellenorganisation、NSBO）
- 国家社会主義手工業小売業組織（Nationalsozialistische Handels- und Gewerbeorganisation、NS-Hago）

さらにその下部組織が存在した。
- 歓喜力行団（Kraft durch Freude、KdF） - 安価で自由な休暇を与え、スポーツ施設やレジャー施設に助成金を支給した組織。
- 労働の美局（Schönheit der Arbeit、SdA） - 仕事場を労働者にとってより魅力的（例えば、時代遅れの工場の刷新、労働者のための新たな食堂、禁煙部屋の構築、よりきれいな作業場の構築など）に変化させようとした。
- 国家労働奉仕団（Reichsarbeitsdienst、RAD） - ナチスが受け継いだ失業対策組織であり、大きな州のプロジェクト（例えばアウトバーン）のために安い労働を提供した。1935年、16歳から25歳の職を持たない男性は所属が義務付けられ、職場警備なども行った。
- また職業技能を競う大会全国職業競技（ドイツ語版）も開催している。

またDAFは労働組合付属の経済企業を元とし、ドイツ労働金庫など10の分野に及ぶ巨大なコンツェルンを築き、20万人がそこで働いていた。アメリカの歴史学者デヴィッド・シェーンバウムは「第三帝国の最も成功した制度的新機軸」として親衛隊とともにDAFをあげている。

### 工場班の形成
工場班（Werkschar）及び政治特攻隊（Politische Stoßtrupp）は1934年11月に歓喜力行団（KdF）に於て結成され、18から25歳までの優良な青年労働者から構成された。これは、各経営内部の有志からなるもので、細胞及び街区指導者の指導の下、ナチズムの共同体思想の防護を為すと共に、工場呼集、工場祝祭及び其他の催しに際して率先して行動する任務が与えられた。部隊班の構成人数は最小15名からなり、平均人数は30名乃至40名であった。1935年の第1回KdF全国大会における報告によると、1,400名の班職員を獲得したとされ、1937年末迄には60万乃至70万の組員を獲得するものと宣言された。1937年1月のDAF組織再編の結果、組合はKdFからDAFの全主要部署に配置された。
1939年より、工場班はナチ党執行部の指導の下、細胞代表執行役取締、細胞、街区代表執行役及び工場主任によって組織された。
組合は職場内に存在する全ての国民社会主義勢力を結集させ「執行部組合による政治的特攻部隊」を編成し、この目的の為に職場で活動する全ての党員、政治指導者、SA及びNSKK隊員を工場指導員として要請された。また、信頼できる職員には作業指導の要請が認められた。
（以下、ナチ党組織要覧より抜粋）

#### 工場班の組織化

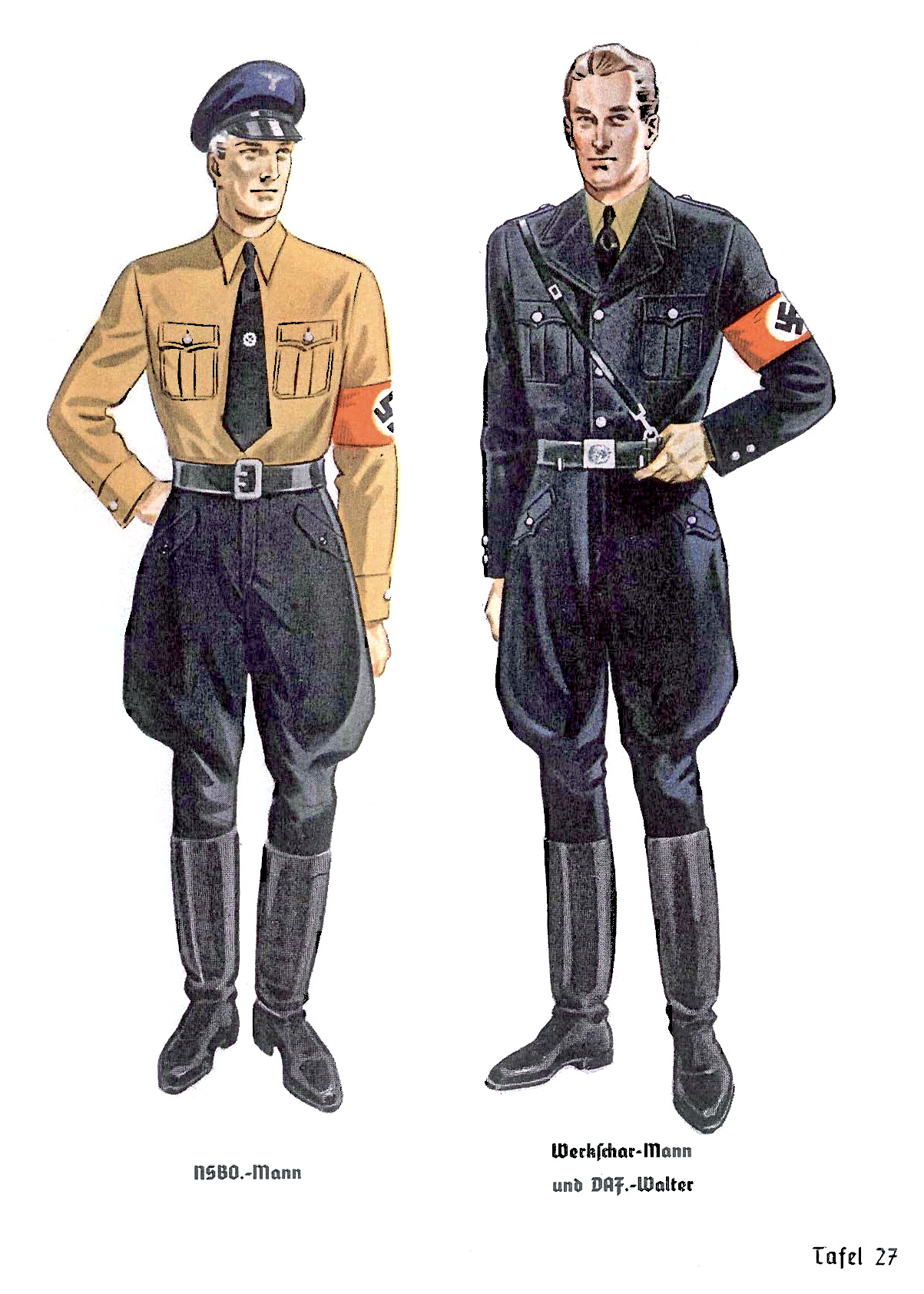
ナチ党経営細胞組織の制服と（左）DAF工場班の制服（右）（1937年）

執行部班による政治特攻隊  (Politische Stoßtrupp) は班の細分化、即ち細胞執行部、街区執行部と同様の編成を成す。
細胞執行部所管の工場班職員は「同胞隊 (Kameradschaft)」を形成するために組織化され、街区執行部所管の班職員は「組 (Rotten)」に細分化される。 
細胞及び街区執行役員は「同胞隊長 (Kameradschaftsführer)」、「組長 (Rottenführer)」の階級が付与される。
必要に応じて、諸問題解決を目的に工場班執行部により「労働団 (Arbeitsgruppen)」が編成される。

#### 労働団
代表執行役は宣伝と活動とによりDAFの個々の目標と事業を達成しうる労働者を育成し、これらの取り組みは特に労働団 (Arbeitsgruppen) の形成に於て機能する。
労働団は諸問題に関して組織委員会等を通じて運営され組織上、所管ごとのDAF監査役または職員の監督下にある。
事業組合では必要に応じて以下の労働団が編成される。
- 1. 公衆衛生労働団
- 2. 職業教育労働団
- 3. 「歓喜力行団」労働団
- 4. 「生活改善」労働団
- 5. 「報道・宣伝・技術」労働団

企業内構造 (例えば、交代勤務等) または、その人員構成の結果として政治特攻隊の労働団への編成が不可能である、或は、既存の部隊が分散する場合には隊全体を個々の作業分野に分割配置せねばならない。
個々の事業に於て労働団を越えて工場班を動員する必要がある場合は一致団結し取り組むことが認められる。

#### 組合の使命
組合の任務はあらゆる状況下において、様々な手段と代表執行役の指導によって職場内の政治的健全性と企業運営の体制を維持し、それを堅固たるものとする所にある。
組合は会議や講義を通じてのみならず、とりわけ実例を通じて国民社会主義の意義を各企業組合に説得させ、その領導に徹することにある。 
組合は業績向上の為に教化にあたり、根本的な献身として、組合は企業から最高の業績を発揮できる人材と国家の為に団結した全会一致の共同体建設を目標とせねばならない。

#### 政治指導訓練への班職員の参加
- 1. 地区における工場班は個々の組合により訓練組織を形成し工場班は政治指導者の教習所に登記されねばならない。
- 2. 代表執行役または特攻隊長の指導の下、班職員は責任ある政治指導者百人隊として編成されるものとする。
- 3. 工場班特攻隊長は百人隊内の指導教官として任命され、百人隊を代表して組合の訓練を統括する。組合の特攻隊が80－120人規模の人員を有する場合、責任ある特攻隊長 (工場問題時における工場長代表) の指導の下、独立した百人隊を形成する。講師としての専門的活動は地区教育指導部に属する。
- 4. 代表執行役が研修管理者として出頭せず特攻隊長をその責任者として指名した場合には、代表執行役の研修責任者代表が工場に関する研修会の全体を実施するものとする。
- 5. 班職員は地区政治指導者として適格である限り、政治指導者または政治指導者候補としての地位で活動奉仕するよう求められる。また、政治指導者訓練の枠組みの中で特別な訓練は行われない。
- 6. DAF監査役は特攻隊に組織化されており指導訓練において企業内の活動とDAFの担当分野への介入は行われない。

#### 階級制度

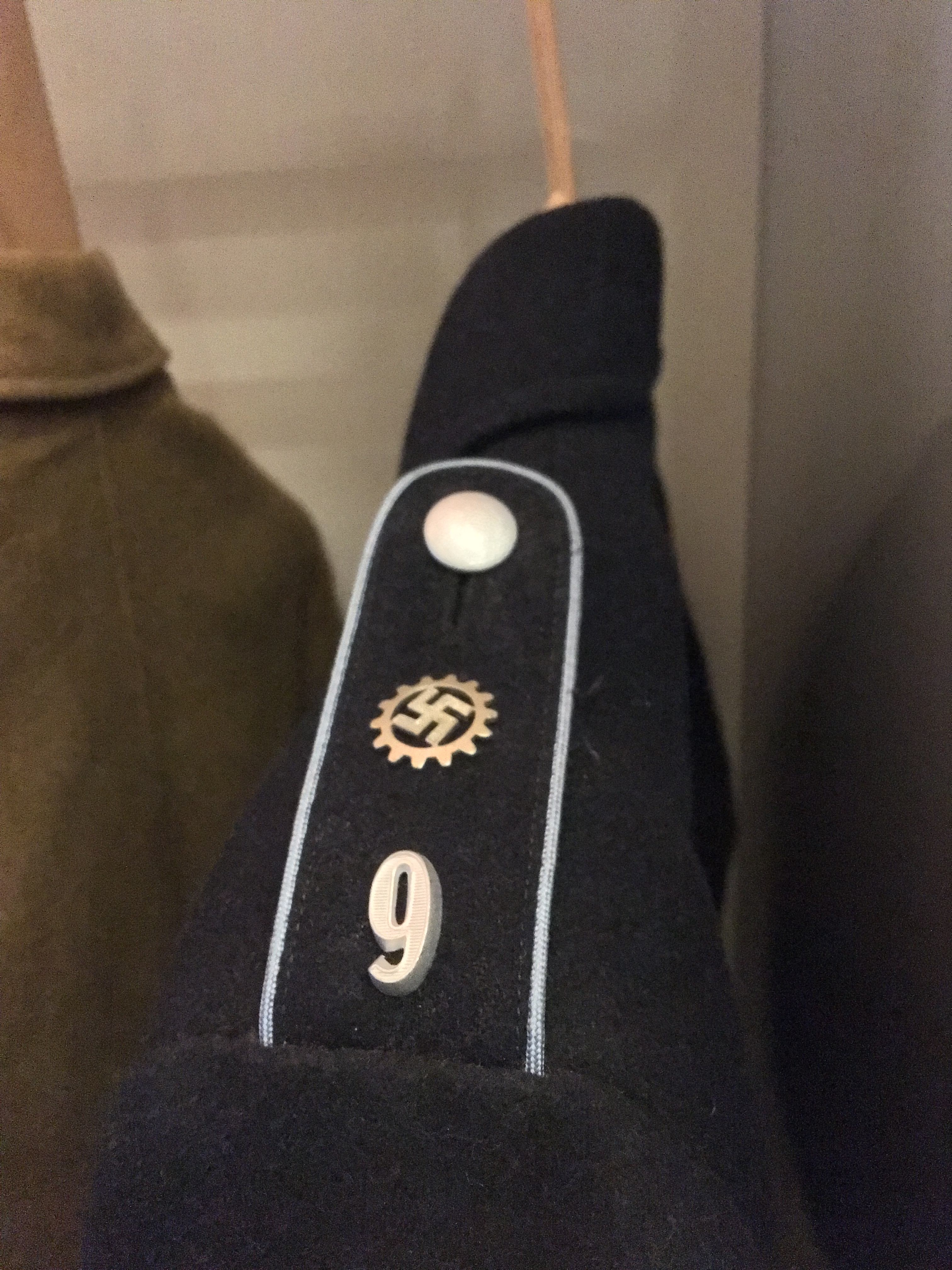
地区DAF工場班職員用の記章付き肩章

- a) 工場配置のDAF監査役は党同志として政治指導者の地位にある。役員は記章付きの肩章を用い階級が適用される。
- b) 工場班職員はDAFにおける地位を占めない限り党の政治指導者候補である。
- c) 非党員である工場班職員は記章のない肩章を受ける。
- d) 制服は以前から導入されている青の勤務服を着用する。襟章は政治指導者の党階級を授与されることで取り付けられる。
- e) 個々のDAF監査役または工場班長と下級指導者が政治指導者の階級を授与され勤務服を着用する場合、党階級の襟章と職位を示す腕章が併用される。
- f) 個々のDAF監査役と工場班職員が政治指導者の地位を有し勤務服を着用する場合、制帽を用いる必要がある。制帽には顎紐、オークの葉、鷲章が政治指導者の制帽に似せて取り付けられる。
- g) DAF監査役または工場班長が既に政治指導者の勤務服を所有している場合、たとえ彼らがまだ青い制服を用いていても彼等は政治指導者として工場班の指導が認められる。

#### 階級一覧
- 工場班主任及び党全国組織指導者（工場班総監）
- 大管区工場班長（工場班上級指導者）及び大管区代表（工場班大管区団長）
- 管区工場班長（工場班大隊指導者）及び管区代表（工場班管区団長）
- 地区工場班長及び地区代表（工場班地区団長）
- 工場班長筆頭
- 工場班長及び経営代表（工場班経営団長）
- 工場班頭
- 分隊長
- 組長

## 影響
ワイマール共和国の下で契約された雇用契約は労働戦線によって廃止され、新たな状況の下で再契約された。労働者が仕事の安全性を高められ、労働者のための社会保障プログラムにますます登録されるようになったと同時に、雇用者は労働者により多くの労働を要求することができた。労働戦線の組織は、それ自身の定義によれば、資本主義や自由主義と戦っていたが、同時に工場所有者や国家社会主義に対する革命とも戦った。労働戦線は民間所有の企業の代わりに、大企業をドイツ政府が国営化するのを公然と好んだ。
賃金は12人の労働管理官によって決定された。労働者は比較的高く設定された賃金を渡され仕事上の保障を受け、解雇はますます難しくなった。労働戦線によって社会保障プログラムが開始され、余暇活動も開始された。食堂、仕事の合間の休み時間、定時労働も確立された。従って一般的に、ドイツの労働者たちは労働戦線に与えられたものに満足し、これに報いて労働戦線に忠誠を誓っていた。

## DAF1011

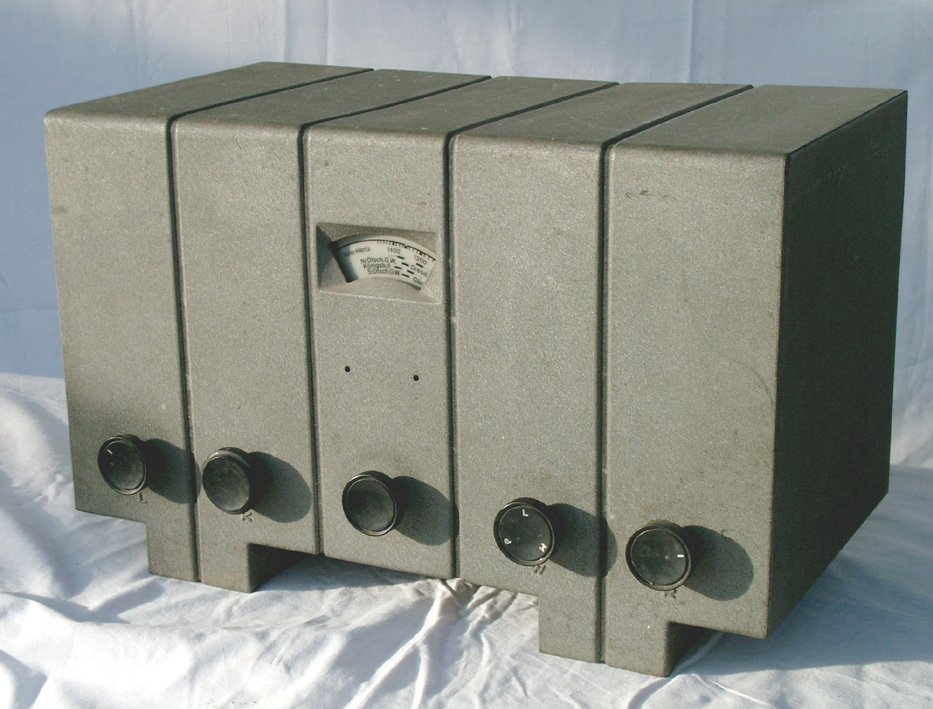
『DAF1011』受信機

当時、労働戦線向けの放送受信機が開発されていた。この『ドイツ労働戦線受信機-DAF1011（Deutschen Arbeitsfrontempfänger DAF1011）』は、1933年11月10日にベルリンのシーメンス工場でのヒトラーの演説を記念するものとして開発された。『国民ラジオ-VE301（Volksempfänger VE301）』と比較すると、強力な出力機能を備えた、より複雑な構造となっていた。この受信機は、企業でのラジオ放送の共同受信用に設計されており、DAFは全国の企業での宣伝放送をこの受信機を通じて行った。

## DAF旗

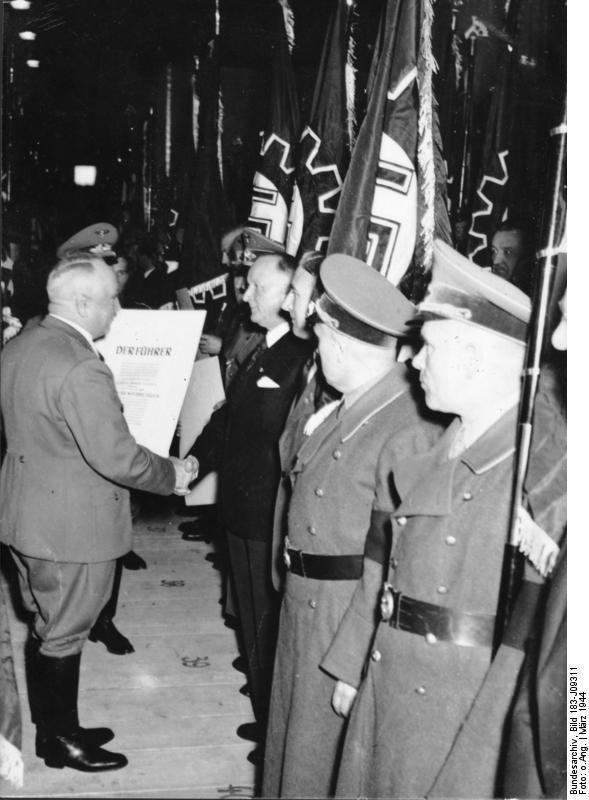
DAF戦時優良企業の表彰式（1944年3月）

1934年より、200人以上の人員を擁するDAF組合には独自の組合旗（Tragefahne der DAF）が配布された。旗の寸法は120×140cmで、赤色の旗本体に中央には白台布を背景に14個の歯を持つ黒い歯車が描かれ内側にハーケンクロイツの記章が配された。採用当初の旗は旗竿の先端に単純なハーケンクロイツの装飾がついた。また、DAFの歯車の記章は当初17枚の歯で、採用当初はこのタイプの旗が時折生産されていた可能性があるといわれる。1934年に行われた旗の改訂により1935年の初めから新たな旗が制定された。改訂された部分は、歯車の記章の背景となる白の台布が削除され、記章の外縁の白い縁取りが狭まった等である。1937年からは銀色の装飾が旗本体の外縁に追加された。旗竿の先端には8つの歯をもつ歯車の記章が追加された。また、旗の左上隅には所属する地域名を記した枠が配された。管区所属旗は黒の縁取り（1939年以降より白色）にダークブラウンの枠がつき、地区所属旗には水色の縁取りにライトブラウンの枠がついた。地域名は白のゴシック体文字で記された。企業や工場等の地区DAF旗は地域名の他、白のアラビア数字で各企業の登録番号が併記された。
1936年9月1日、国民社会主義優良企業（Nationalsozialistischen Musterbetriebes）の名誉称号が制定され、ヒトラーの戦時計画経済に則る各企業の生産活動が活発化した。この称号はこれらの生産目標を最も達成し得た全企業に与えられた。他の褒賞の授与に加えてこれらの優良企業は、毎年5月1日（ナチ党の権力掌握以降、「メーデーの日」改め「労働の日」）に特別な企業旗、『 DAF優良企業旗（DAF Musterbetriebsfahne）』（通称、黄金DAF名誉旗、Goldene Fahne der DAF）を掲揚する権利を与えられた。この黄金DAF名誉旗は通常のDAF旗と類似しているが、歯車の記章は黒の縁取りのある金色に配色されハーケンクロイツも白と黒の縁取りで記されていた。旗竿の先端の装飾も金色であった。
1939年の第二次世界大戦開戦後、企業間の生産競争を新たな形で取り組ませる為、1941年よりそれまでの生産競争及び名誉旗の授与は中止された。その後『戦時優良企業（Kriegs-Musterbetriebe）』と称する形で新たに名誉旗が授与された。これらは以前の旗と同様の裁断であったが、旗の右上に1等戦功十字章（剣なし）の記章が配された。また、新たな名誉旗として『戦時名誉旗（Kriegs-Ehrenfahne）』が追加された。これは優良企業ではないが、戦時生産において重要な目標を達成した全企業に与えられた。この旗はDAFの一般旗と同じ裁断であったが、優良企業旗と同様に戦功十字の記章が配された。
これらの旗は宣伝目的で、企業が名誉称号を得たかを公然と示す為に工場旗としても使用され、建物の入り口や屋上等の目立つ場所に掲揚された。他、DAF主宰の講演や大会等では観覧席と表彰台にDAFを示す旗が設置された。これらは大きさが各々異なりデザインも均一ではなかった。

地区DAF組合旗
管区DAF組合旗
DAF優良企業旗（黄金DAF名誉旗）
戦時名誉旗
戦時優良企業旗
DAF一般旗
DAF優良企業旗
戦時名誉旗
戦時優良企業旗
表彰台掲揚旗

### 車両旗
DAFの幹部は車両に特別な旗の装備が許可されており、これらは1934年の指令により認められていた 。DAF指導者であるライの車両には左フェンダー部に寸法30×30cmのDAF指導者旗がつき、右側のフェンダー部には全国指導者を示す車両旗がついた。
大管区及び中央所属の職員、局長は寸法25×37cmのペナントを用いた。このペナントは国家企業組合（Reichsbetriebsgemeinschaften）幹部の車両への使用も許可されていた。
それ以外のDAF幹部にはDAFの記章が付いたペナントが使用されたが、上部に白枠が配されたものも存在しており、これは必要に応じて所管等の情報が記入された。

DAF指導者専用車両旗
大管区及び中央勤務職員専用車両旗
一般車両旗
識別付き一般車両旗

### KdF旗
歓喜力行団（KdF）の旗は1933年頃より採用が始まったとされており、この旗には幾つかの種類があった。KdF旗はDAFの歯車の記章が放射状の日輪に囲まれたもので、記章のハーケンクロイツは黒か赤のどちらかを使用した。KdFの客船では旗の背景は白色となり、スポーツ大会等で表示される旗には赤い縁取りがついた。KdFの客船は主マストの上部に白いKdFペナントを掲げており、ゴシック体の赤文字で「喜びによる力」と記された。

KdF一般旗
KdF船旗
KdFスポーツ旗
KdF船用ペナント

## ギャラリー

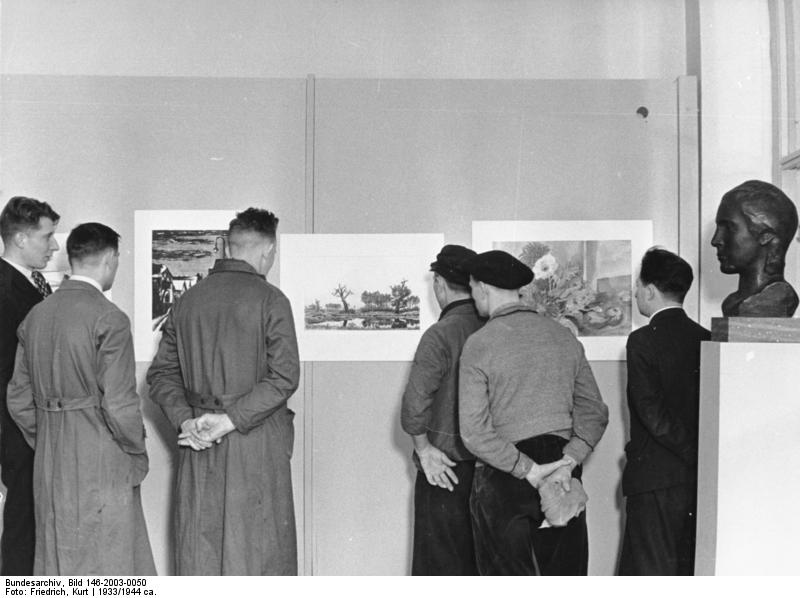
ドイツ労働戦線の作品展 (1933年)
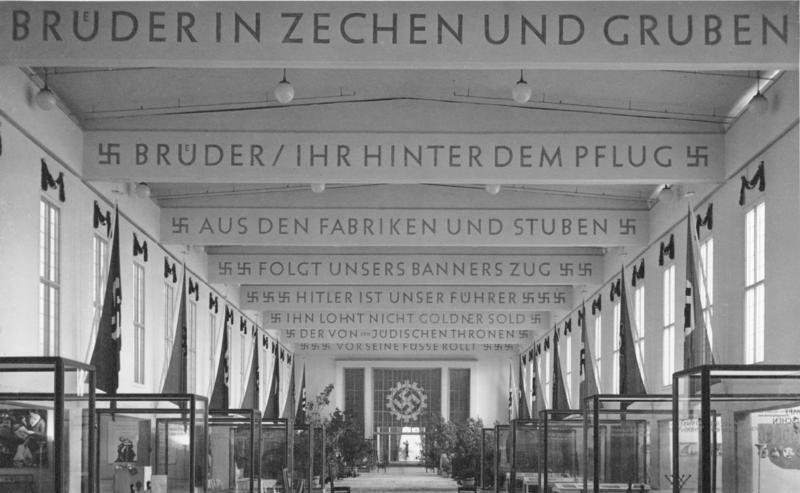
ドイツ労働戦線展「健康な暮らし、幸せな仕事」(1938年)
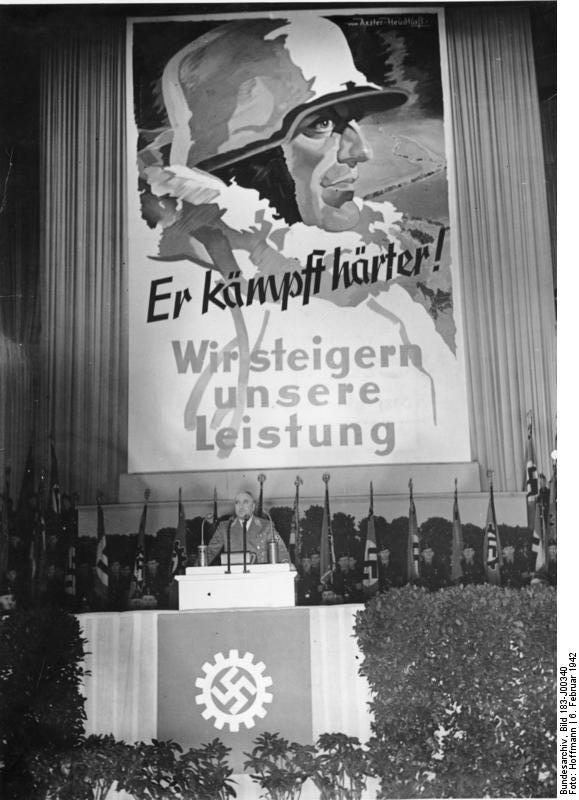
シュポルトパラストで演説するロベルト・ライ（1942年2月）
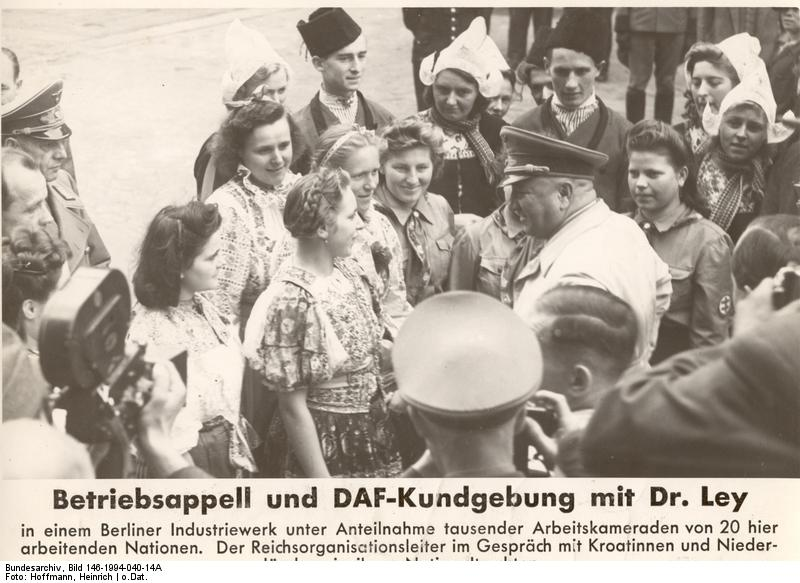
ベルリンの労働者集会でのドイツ労働戦線の女性メンバー
一般DAF会員バッジ
地区DAF会員バッジ
地区DAF指導者バッジ
管区DAF会員バッジ
管区DAF指導者バッジ
大管区DAF会員バッジ
大管区DAF指導者バッジ
全国区DAF指導者バッジ

## 組織一覧
- DAF指導幕僚部
- DAF最高裁判所
- 組織当局
- 労働指導団/教育部当局
- 宣伝局
- 労働科学研究所
- 社会貢献推進所
- 社会福祉事務局
- 婦人担当局
- 青少年担当局
- 法務部
- 公衆衛生局
- 住宅管理局
- 観光案内管理事務所
- 職業教育及び経営指導事務
- 全国勤労促進会
- 全国企業経営促進会
- 専門経営局
- 歓喜力行団
- DAF航空隊
- DAF中央経営者財団

### 地方組織
- 全国（Reich）
- 地域（Bezirke）
- 大管区（Gaue）
- 管区（Kreise）
- 地区（Ortsgruppen）

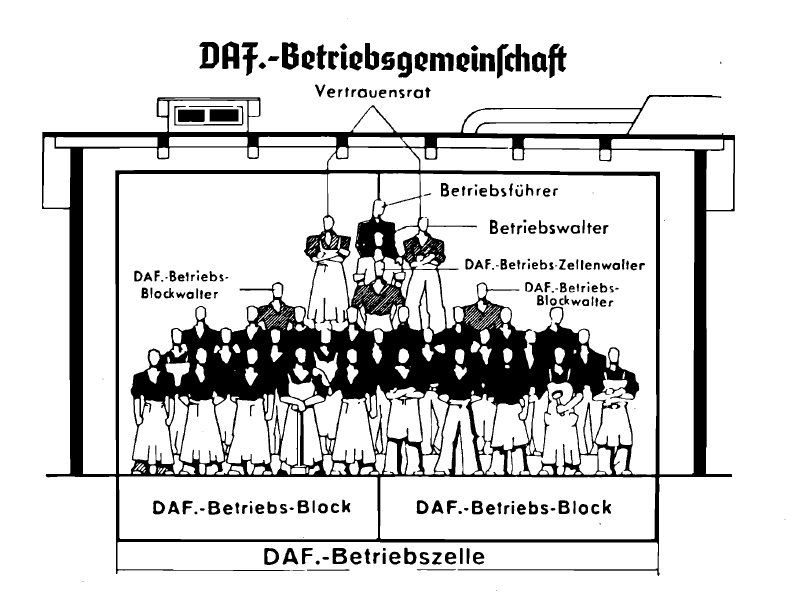
執行管理共同組合の人員配置

- 執行管理共同組合（Betriebsgemeinschaften）
- 細胞（Zellen）
- 街区（Blocks）